# 355 î.Hr.

## Nașteri
- 20 iulie: Alexandru cel Mare rege al Macedoniei antice (d. 323 î.Hr.)

## Decese
- dată necunoscută: Aristip  (n. 434 î.Hr.)
- dată necunoscută: Eudoxus din Knidos  (n. 408 î.Hr.)